# Pertti Mutru
Pertti Mutru, né le 18 septembre 1930, à Vyborg, en République socialiste fédérative soviétique de Russie et décédé le 30 octobre 1964, à Uusimaa, en Finlande, est un ancien joueur finlandais de basket-ball.